# 1858 год в литературе

## События
Написано произведение Н. А. Некрасова «Размышления у парадного подъезда»

## Книги
- «Альберт» — повесть Льва Толстого.
- «Ася» — повесть Ивана Тургенева.
- «Детские годы Багрова-внука» — книга Сергея Аксакова.
- «Не сошлись характерами!» — пьеса Александра Островского.
- «Оцеола, вождь семинолов» — роман Майн Рида.
- «Тайна» — роман Коллинз, Уильям Уилки.
- «Тысяча душ» — роман А. Ф. Писемского.

## Родились
- 27 января — Ниль Дофф, бельгийская писательница (умерла в 1942).
- 6 марта — Густав Вид, датский драматург, поэт, прозаик, критик (умер в 1914).
- 19 мая — Раман Пиллаи, индийский писатель (умер в 1922).
- 28 декабря — Ян Лайхтер, чешский писатель, поэт, издатель (умер в 1946).
- 31 декабря — Винцас Кудирка, литовский композитор, поэт, автор литовского национального гимна (умер в 1899).

## Умерли
- 16 марта — Осип Сенковский («Барон Брамбеус»), писатель, ориенталист, редактор (родился в 1800).
- 22 марта — Эльтье Гальбертсма, голландско-фрисландский писатель, поэт, переводчик (род. в 1797).
- 17 августа — Ференц Часар, венгерский поэт, писатель, переводчик (род. в 1807).
- 15 декабря — Евдокия Петровна Ростопчина, поэтесса (родилась в 1812).